# Apaeleticus sardous
Apaeleticus sardous är en stekelart som beskrevs av Costa 1885. Apaeleticus sardous ingår i släktet Apaeleticus och familjen brokparasitsteklar. Inga underarter finns listade i Catalogue of Life.